# 植村邦彦
植村 邦彦（うえむら くにひこ、1952年 - ）は、日本の社会学者、経済学者。関西大学経済学部教授を経て、同大学名誉教授。専門は、社会思想史。西洋の近代社会・市民社会における思想及び近代ドイツ思想の研究を続けている。

## 来歴
愛知県生まれ。1975年、名古屋大学経済学部経済学科卒業。1981年一橋大学大学院社会学研究科博士課程修了、社会学博士。名古屋大学では平田清明に、一橋大学では古賀英三郎
や良知力に師事。
1981年熊本大学専任講師、1984年同助教授、1994年から関西大学経済学部教授。2012年関西大学経済学部長・大学院経済学研究科長。2022年退任。

## 著書
- 『隠された奴隷制』、集英社（集英社新書）, 2019
- 『ローザの子供たち、あるいは資本主義の不可能性：世界システムの思想史』、平凡社, 2016
- 『市民社会とは何か――基本概念の系譜』、平凡社（平凡社新書）, 2010
- 『アジアは「アジア的」か』、ナカニシヤ出版, 2006
- 『マルクスのアクチュアリティ――マルクスを再読する意味』、新泉社, 2006
- 『「近代」を支える思想――市民社会・世界史・ナショナリズム』、ナカニシヤ出版, 2001
- 『マルクスを読む』、青土社, 2001
- 『同化と解放――19九世紀「ユダヤ人問題」論争』、平凡社, 1993
- 『シュルツとマルクス――「近代」の自己認識』、新評論, 1990

### 編著
- 『思想史と社会史の弁証法――良知力追悼論集』、川越修・植村邦彦・野村真理編、御茶の水書房, 2007

### 翻訳
- カール・マルクス『ルイ・ボナパルトのブリュメール18日――初版』、太田出版, 1996、平凡社（平凡社ライブラリー）, 2008